# Kèrè
Kèrè ist eine Stadt und ein Arrondissement im Departement Collines im westafrikanischen Staat Benin. Es ist eine Verwaltungseinheit, die der Gerichtsbarkeit der Kommune Dassa-Zoumè untersteht.

## Demografie und Verwaltung
Gemäß der Volkszählung 2013 des beninischen Statistikamtes INSAE hatte das Arrondissement 9374 Einwohner, davon waren 4422 männlich und 4952 weiblich.
Von den 93 Dörfern und Quartieren der Kommune Dassa-Zoumè entfallen elf auf Kèrè:
1. Ataké
2. Erokowari
3. Godogossou
4. Igoho
5. Itagui
6. Kèrè
7. Kpakpada-Agbakossaré
8. Odo-Otchèrè
9. Okéméré
10. Tangbé
11. Tini-Kodjatchan